# Aeroporto di Heringsdorf
L'Aeroporto di Heringsdorf (IATA: HDF, ICAO: EDAH) è un aeroporto tedesco situato sull'isola di Usedom presso la città di Garz, a 10 km da Heringsdorf. L'aeroporto, situato a 29 m s.l.m. e servito sia da voli domestici che internazionali, dispone di un unico terminal passeggeri e di 2 piste: una in asfalto con orientamento 10/28 lunga 2.305 metri e l'altra in erba con orientamento 10R/28L lunga 600 metri.